# Список об'єктів Світової спадщини ЮНЕСКО в Словенії
У списку об'єктів Світової спадщини ЮНЕСКО у Словенії налічується 3 найменування (станом на 2015 рік).
| № | Зображення | Назва | Місцеположення | Час створення                                   | Час внесення до списку                      | №                                                  | Критерії  |
| - | ---------- | --- | --- | ----------------------------------------------- | ------------------------------------------- | -------------------------------------------------- | --------- |
| 1 |            | Шкоцянські печери (словен. Škocjan Caves) | Статистичний регіон: Обално-Крашка, плато Крас | —                                               | 1986                                        | 390 [Архівовано 11 липня 2017 у Wayback Machine.]  | vii, viii |
| 2 |            | Букові праліси Карпат та інших регіонів Європи (англ. Ancient and Primeval Beech Forests of the Carpathians and Other Regions of Europe) * Крокар * Снежник-Здроцлє | Словенія (спільно з Австрією , Албанією , Бельгією , Болгарією , Боснією і Герцеговиною , Іспанією , Італією , Німеччиною , Північною Македонією , Польщею , Румунією , Словаччиною , Україною , Францією , Хорватією , Чехією , Швейцарією ) | —                                               | 2007 (розширено у 2011, 2017 та 2021 роках) | 1133                                               | ix        |
| 3 |            | Доісторичні пальові поселення в Альпах (англ. Prehistoric Pile Dwellings around the Alps) * Поселення Іг, північна група * Поселення Іг, південна група             | Словенія (спільно з Австрією , Італією , Німеччиною , Францією та Швейцарією ) | 5-те тисячоліття до н. е. — V століття до н. е. | 2011                                        | 1363                                               | iv, v     |
| 4 |            | Ідрія і Альмаден — світова спадщина ртуті (словен. Dediščina živega srebra Almadén in Idrija)                                                                       | Статистичний регіон: Горішка (спільно з Іспанією ) | XVI—XX століття                                 | 2012                                        | 1313 [Архівовано 11 липня 2017 у Wayback Machine.] | ii, iv    |